# Rue Jean Delvoye
La rue Jean Delvoye est une rue du quartier d'Outremeuse à Liège en Belgique (région wallonne).

## Odonymie
La rue rend hommage à Jean Delvoye, né le 25 novembre 1854 à Liège et mort le 13 juin 1938 à Ougrée, artiste lyrique (baryton) liégeois.

## Description
Cette voie plate, étroite et rectiligne d'une longueur d'environ 115 m est une artère paisible d'Outremeuse reliant la rue Surlet à la rue Damery. Elle est située à l'arrière des bâtiments de l'athénée Maurice Destenay dont la façade se situe sur le boulevard Saucy. Ce côté de la rue (côté pair) ne compte aucune maison d'habitation.

## Patrimoine
Du no 5 au no 37, 17 petites maisons ouvrières sont alignées. Elles ont été construites lors de la création de la rue vers 1860 par le propriétaire du terrain Devaux Woot de Trixhe. Toutes les façades sont réalisées en brique avec emploi de pierre de taille pour l'encadrement de la porte d'entrée et les appuis de fenêtre. Elles comptent chacune deux travées et deux étages. Des dessins en brique figurent au-dessus des linteaux. Un autre ensemble similaire de maisons ouvrières se situe à la rue Grande-Bêche voisine.
Les côtés de la rue jouxtant la rue Surlet sont ornés d'imposantes fresques propres au mouvement artistique de l'art urbain. La fresque du côté pair englobe un crucifix.

## Voiries adjacentes
- Rue Surlet
- Rue Damery